# 稲葉正邦
稲葉 正邦（いなば まさくに）は、幕末の大名、明治時代の華族。位階爵位は正四位子爵。
正成系稲葉家宗家16代目当主で、山城淀藩12代目（最後）藩主、同藩初代（最後）知藩事。また幕末の江戸幕府で老中・京都所司代を務めた。

## 生涯
陸奥国二本松藩主・丹羽長富の七男。嗣子のいなかった淀藩主稲葉正誼の養子となる。
淀藩では譜代の城代家老田辺家が執政を取り仕切るならわしで、正邦の代は田辺権太夫（のち右京）が藩政を差配した。田辺氏と正邦とは意見を違えることが多かったらしく、急進・改革を唱える正邦に対して田辺家は穏健派であったらしい。日常の藩主の執務に対して田辺氏が随行しないこともあったと、当該期史料に残る。

### 老中就任と幕末期の活躍
稲葉家淀藩は西国に睨みを利かせる畿内随一の藩であることから、正邦も当初から幕府内での昇進が早く、会津藩・桑名藩と薩摩藩が同盟を結んだ頃から京都所司代となり、京都の政務を一任されていた。後に老中、さらには政事総裁として、もっぱら江戸藩邸での活動に終始する。
幕府での位置づけが高まることから、第一次・第二次長州征伐への淀藩士派兵を決定するが、田辺権大夫の強硬な反対によって断念するという一幕があり、佐幕急進派の正邦と穏健派の藩首脳部の対立は顕在化していったらしい。老中を抱える藩として鳥羽・伏見の戦いには淀城より出兵したものの、後退する旧幕府軍の入城を拒否した。藩首脳部と新政府との密約成立により新政府に恭順したのである。城代家老田辺権太夫は鳥羽・伏見の戦いの際には「江戸に滞在」していた。幕府軍の入城を拒否したのは淀藩留守居役の田辺の弟治之助か（のち幕府軍を数名入れたということを理由に切腹）。このとき、江戸で将軍の留守政権の首脳として活動していた正邦は、自らの藩が自身の決定なくして徳川家に反旗を翻すという事態に遭遇するという複雑な立場に立たされ、慶応4年（1868年）2月に老中職を辞任し、朝廷からの上洛要請に応じる事になる。だが、三島宿にて秘かに徳川慶喜から新政府への嘆願書を持っていたことが発覚し、小田原の紹太寺にて謹慎を余儀なくされた。その後、新政府の許可によって身柄は京都に送られたが、閏4月5日に在国家臣の働きの功績をもって宥免された。淀藩はその後も新政府に対する恭順の姿勢を貫き、正邦ら佐幕急進派が分裂することもなかった。

### 明治期
版籍奉還により淀藩知事となり、廃藩置県によりその地位を退く。維新後は平田鐵胤に入門して神道に傾倒、三島神社宮司や大教正などを歴任し、明治初期の神道の発展、整備に寄与した。明治8年（1875年）神道事務局を設立し、管長に就任、事務局が神道本局に改組されると、初代管長に就任した。著作に『妖幻夜話』『東閣遺草』など。
跡は養子の正縄が継いだ。

## 経歴
※日付＝旧暦
- 1848年（嘉永元年）11月24日、家督相続。
- 1848年（嘉永元年）12月18日、従五位下長門守に叙任。
- 1854年（安政元年）10月9日、奏者番就任。以前は雁之間詰。
- 1863年（文久3年）6月11日、京都所司代に異動。 7月4日、従四位下に昇叙し、侍従に転任。長門守の兼任如元。
- 1864年（元治元年）4月11日、老中に異動。長門守から美濃守に兼任替え。 11月15日、美濃守から民部大輔に兼任替え。（同年10月13日、老中上座に本多忠民（美濃守）が就任したため兼任替え。）
- 1865年（元治2年）4月11日、老中辞任。雁之間詰となる。
- 1866年（慶応2年）4月13日、老中再任。民部大輔から美濃守に兼任替え。（既に本多忠民が老中を御役御免されていたため、もとの美濃守に兼任替え。）　 10月11日、外国御用取扱兼務。
- 1867年（慶応3年）5月6日、外国御用取扱を止め、内国事務総裁兼務。
- 1868年（慶応4年）1月23日、内国事務総裁兼務御役御免。 2月21日、老中御役御免。
- 1869年（明治2年）6月18日、淀藩知事就任。
- 1871年（明治4年）7月14日、廃藩置県のため、知藩事免職。
- 1874年（明治7年）11月、東京都港区芝大門鎮座の芝大神宮祠官就任。
- 1876年（明治9年）1月、神道大教院事務局第三部管長兼務。
- 1878年（明治11年）5月、芝大神宮祠官辞任。
- 1884年（明治17年）7月8日、子爵を授爵。
- 1885年（明治18年）、神道事務局の初代管長就任。
- 1886年（明治19年）、神道事務局より神道本局に改組し、引き続き管長。

## 栄典
- 1887年（明治20年）12月26日 - 正四位[2]

## 登場作品
- 『鞍馬天狗』（金曜エンタテイメント、2001年）演：石橋蓮司